# 安德烈·德沃
安德烈·德沃（法語：André Devaux，1894年8月4日—1981年2月28日），法国男子田径运动员，主攻短跑。他曾代表法国参加1920年夏季奥林匹克运动会田径比赛，获得男子4×400米接力铜牌。